# Фаждеєв Степан Петрович
Фаждеєв Степан Петрович(1916—1943) — учасник німецько-радянської війни, Герой Радянського Союзу, один із широнінців.

## Біографія
Степан Фаждеєв народився в 1916 році в Харкові. Отримав Початкову освіту. У 1941 році Фаждеєв був покликаний на службу в Робітничо-селянську Червону Армію. З грудня того ж року — воював на фронтах німецько-радянської війни. До березня 1943 гвардії червоноармієць Степан Фаждеєв був стрільцем 78-го гвардійського стрілецького полку 25-ї гвардійської стрілецької дивізії 6-ї армії Південно-Західного фронту.
2—6 березня 1943 року Фаждеєв у складі свого взводу, яким командував лейтенант Широнін, брав участь у відбитті контратак німецьких танкових і піхотних частин біля залізничного переїзду на південній околиці села Таранівка Зміївського району Харківської області Української РСР. У тих боях він загинув. Похований у братській могилі на місці бою.
Указом Президії Верховної Ради СРСР від 18 травня 1943 року за «зразкове виконання бойових завдань командування на фронті боротьби з німецькими загарбниками і проявлені при цьому мужність і героїзм» гвардії червоноармієць Степан Фаждеєв посмертно був удостоєний звання Героя Радянського Союзу. Також посмертно був нагороджений орденом Леніна.